# René Louiche Desfontaines
René Louiche Desfontaines (14. února 1750 Tremblay – 16. listopadu 1833 Paříž) byl francouzský botanik.

## Životopis
Narodil se poblíž Tremblay v Bretani. Navštěvoval Collège de Rennes a v roce 1773 odešel do Paříže studovat medicínu. Jeho zájem o botaniku pramenil z přednášek Louise Guillauma Lemonniera v parku Jardin des Plantes. V roce 1783 byl zvolen do Francouzské akademie věd a stal se členem Académie Nationale de Médecine.
Strávil dva roky bádáním v Tunisku a Alžírsku a vrátil se s rozsáhlou sbírkou rostlin. Sepsal knihu Flora Atlantica (1798–1799, 2 svazky), ve které představil 300 nových rodů.
Kromě botaniky se věnoval také ornitologii a výsledky svých výprav do Afriky prezentoval v jednom ze svých memoárů s názvem Memoires de L'Académie Royale des Sciences. Ačkoli Mémoire odpovídají roku 1787, byly vydány až v roce 1789 v L'Imprimerie Royal jako součást řady Histoire de L'Académie Royale de Sciences. Otřesy velké francouzské revoluce nejspíš natolik ztížily přístup k textu, že se v roce 1880 ornitolog Alfred Newton rozhodl znovu vydat původní text, a to pod názvem Desfontaines's Mémoire sur quelques nouvelles espèces d'oiseaux des côtes de Barbarie jménem Willughby Society of London.
V roce 1786 byl jmenován profesorem botaniky v Jardin des Plantes, kde nahradil Lemonniera. Později se stal ředitelem Muséum National d'Histoire Naturelle, byl jedním ze zakladatelů Institut de France, prezidentem akademie věd a byl zvolen do Řádu čestné legie. Během velké francouzské revoluce byl členem Dočasné komise pro umění, kde utvářel novou vizi přírodovědy.
Založil herbář známý pod názvem Flora Atlantica, který obsahuje 1 480 exemplářů a mnoho typových exemplářů středomořských druhů. Po jeho smrti byl odkázán městu Paříž.
Jsou po něm pojmenovány rody Desfontainia a Fontanesia.
Standardní autorskou zkratkou, která se používá pro jeho označení jako autora při citování botanického názvu, je Desf..

## Seznam děl

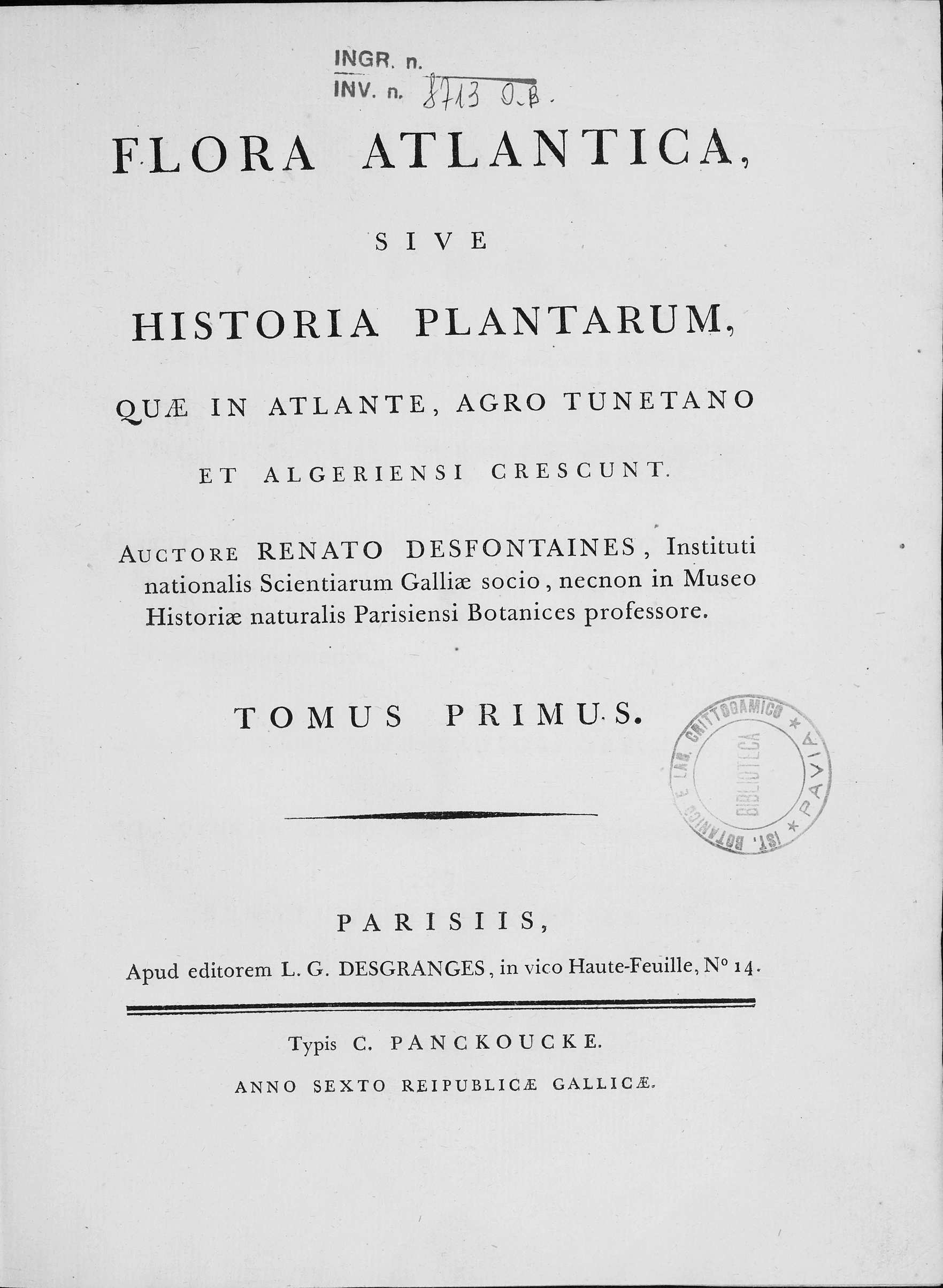
Flora atlantica, 1797

- Flora atlantica (latinsky). Svazek 1. Paříž: Leopold Gregoire Desgranges. 1797.
- Flora atlantica (latinsky). Svazek 2. Paříž: Leopold Gregoire Desgranges. 1798.
- Tableau de l'École de botanique du Muséum d'histoire naturelle (francouzsky). Paříž: J. A. Brosson. 1804.